# 暴れん坊将軍III
暴れん坊将軍IIIでは、テレビドラマ『暴れん坊将軍』の第3シリーズで放送された放映タイトルおよび各話スタッフを列挙する。

## 放送期間
1988年1月9日〜1990年9月29日、全129話（通常123話＋スペシャル6話）。

## スタッフ
- プロデューサー：近藤洲弘、和佐英彦（テレビ朝日）、阿部征司、渡辺操、伊駒伊織

## レギュラー
- 大岡忠相：横内正（第65話を除く）
吉宗の信任が厚い南町奉行。大岡裁きは健在。
- 田之倉孫兵衛：船越英二
御側御用取次。心配性で、吉宗の後を尾行して市井に出向くが、すぐに気づかれて逃げられることがしばしば。第120話で還暦を迎えている。第61話では、息子が幼かった頃の自慢をし合った思い出話に触れているが、病で息子を亡くしたと話している。
- 辰五郎：北島三郎（第9話、第11話、第14話、第16話、第18話、第20話、第22話、第24話、第26話、第29話、第32話、第34話、第38話、第40話～第41話、第43話、第46話～第49話、第52話～第53話、第55話～第56話、第60話、第62話、第64話、第75話～第79話、第84話～第87話、第89話、第96話、第99話、第105話、第110話～第115話、第117話、第118話、第120話、第122話、第126話を除く）
火消し・め組の頭。すぐカッとなりやすいが人情に厚い。
- おさい(2代目)：浅茅陽子（第88話、第92話、第115話、第117話、第119話、第121話、第123話、第125話、第127話を除く）
初代に比べると、冷静な姐さんタイプ。
- 半次郎：佐藤B作（第9話、第11話、第35話、第86話、第111話、第114話を除く）
本作でのめ組の小頭。若い衆からは「アニキ」と呼ばれている。酒豪だが、根はマジメで責任感が強い。やや金にがめつい（第24話）が、愛した女を負傷しながらも守ろうとしたり（第29話）、借金を苦に自殺しようとした父娘に金を与えたり（第43話）と、妹想いな人情家で男気があるが、どういうわけか女に縁がない。
- 才次：真砂皓太
若い衆。
- 常吉：白井滋郎
若い衆。
- 虎造：和泉史郎（第76話まで）
若い衆。第76話を最後に何の説明もなく姿を消す。
- 伊助：斉藤弘勝
若い衆。
- 六太：原亮介
若い衆。
- 源八：大石源吾（第77話から）
若い衆。第77話から何の説明もなく登場する。
- おちよ：田中綾子（第119話、第124話、第126話を除く）
辰五郎の姪。お葉・おはると行動することが多い。
- おはる：山本真由美
め組の住み込み。若い衆たちより気が強く、かなり大食い。
- お葉：伊藤つかさ
半次郎の妹。半次郎と違って面倒見の良いしっかり者。小石川養生所の医師見習いだが、半次郎曰く遅刻・早退の常習犯らしい（第74話）。半次郎と長屋に2人で暮らしている。医学だけでなく、古墳の出土品に関する知識もある（第64話）。薬草にも詳しく、緑内障手術を彼女が、単独で行った。（第110話）
- 左源太：三ツ木清隆（第55話まで）
御庭番。姓は「倉地」。行商人姿で活動する。戦闘服は紺の忍者装束で両手首に手甲をはめている。第55話で飢饉のためのお救い米を粗悪な米とすり替えて、暴利を貪る悪人たちから恋仲だった綾を救おうと単身、立ち向かうが銃撃と元友人の篠田小十郎に斬られて死亡。
- 才三：五代高之（第55話から）
御庭番。行商人姿で活動する。戦闘服は黒の忍者装束で金の鉢金（はちがね）をはめた頭巾を被り、両手首に手甲をはめている。
- 疾風：菅野玲子（第73話まで）
御庭番。鳥追い姿で活動する。戦闘服は青の忍者装束。第73話を最後に何の説明もなく姿を消す。
- 梢：高島礼子（第74話から）
御庭番。鳥追い姿で活動する。戦闘服は青の忍者装束でひし形の金具が付いた額当てをはめ、小太刀を使用する。第74話から何の説明もなく登場する。

## 準レギュラー
- 足立玄石：河合絃司（第1話、第3話、第5話、第10話、第15話、第17話、第21話、第27話～第29話、第31話～第32話、第34話、第43話、第49話、第61話、第67話、第69話、第74話、第81話、第91話、第97話～第98話、第102話、第117話、第119話、第125話、第127話、第129話）
小石川養生所医師。お葉の師匠。
- 山田朝右衛門：栗塚旭（第53話、第75話、第97話、第112話、第120話、第122話）
かつては「首斬り朝右衛門」と呼ばれ恐れられていた介錯人だったが、娘との不仲と後継者になるはずだった愛弟子の死によって職を辞し浪人になった。一時は江戸を離れるが駿府で娘が結婚したのを機に江戸に戻り、め組の人々と徐々に親しくなる。元々は美作の出身で、ある藩の剣術指南役だった。
- 尾張大納言宗春：中尾彬（第1話、第13話、第42話、第59話、第97話）
尾張六十二万石の藩主。表向きは忠誠を誓っているが、裏では吉宗の失脚を狙い何度も卑劣な謀略を画策する。しかし、悉く吉宗に阻止されている。
- お由利の方：中村玉緒（第18話、第50話、第92話）

## 内容
シリーズ10周年を記念して設定が大幅に変更され、それと共にキャストを一新してのスタートとなった。主要キャストでは、爺役はII終了後に逝去した有島一郎演ずる五郎左衛門から船越英二演ずる孫兵衛となった。ちなみに歴代の御側御用取次は全員吉宗とは紀州時代からの付き合いである。め組のキャストはおさい役が春川ますみから浅茅陽子に交代したのをはじめ、小頭、若い衆までキャストを全員一新した。め組の小頭は2人から1人になった。山田朝右衛門は設定を白紙に戻し、第55話から登場した。朝右衛門は第55話で職を辞し浪人となる。
無名時代の高島礼子が御庭番役で77話から出演した。楽曲、作品の音質も変更されている。殺陣のテーマは過去の2曲をシリーズ中盤で現在の1曲に変更し、最終回まで続いて行く。レギュラーの人数は歴代で最多である。
実在人物である近松門左衛門（織本順吉）、紀伊国屋文左衛門（坂上二郎）、青木昆陽（益岡徹）、成瀬正幸（石山輝夫）、水野忠之（早川雄三）、寺坂吉右衛門（左右田一平）、奥田貞右衛門（森一）、榊原政岑（長谷川明男）が登場している。
第3話では孫兵衛の孫で田之倉政太郎（岡雄大）が出演しているが、これ以降孫が登場することはなかった。
第11話において、劇中では酒井田玄蕃頭と呼ばれているが、エンドクレジットでは酒井玄蕃頭と表記されており、スタッフの誤植と思われる。
第14話から基本的に刀に三つ葉葵の紋が入る。幕臣と目通りする部屋が変更される。
五代高之が御庭番・才三役でレギュラーとなる前に一度ゲスト出演している。
後にめ組の頭役となる山本譲二が辰五郎に恨みを持つ役でゲスト出演している。
第57話で左源太が死亡している。ストーリー中で亡くなったお庭番は評判記の藪田助八とこの左源太の2人である。ただ、藪田助八の後任である大月半蔵は助八殉職後の登場だったが、才三の初登場場面は左源太への報告であり、お庭番の前任者と共演している。
第96話で歴代最高視聴率 24.4％。
500回記念スペシャル
1990年2月3日に放送500回目となり、500回記念スペシャルとして放映された。評判記・IIシリーズで出演していため組のキャスト（結婚引退した岐邑美沙子を除く）が別の役で出演し、評判記・II・IIIの歴代の御庭番（さぎり役の朝加真由美を除く）が出演した。
エピソード
1989年10月期には裏番組で歴史ドラマ『野望の国』（日テレ）、12月期には同じ裏番組で刑事ドラマ『あいつがトラブル』（フジテレビ）を放送し真っ向勝負で在京3局歴史ドラマ・刑事ドラマ・時代劇と言う3つ巴の戦いを繰り広げたが、視聴率は結局『暴れん坊将軍』に軍配が上がった。
田中綾子は本シリーズおよびIV終了後に同時間枠で放映された『将軍家光忍び旅』2シリーズを通じて、また高島礼子は第1シリーズで腰元役でレギュラー出演していた。ちなみに、田中と高島は親友であることが、テレビ朝日の番組で本人たちの口から語られている。
Vシリーズ終了後の1994年に放映された同時間枠の『殿さま風来坊隠れ旅』第15話では高島礼子、三ツ木清隆、田中綾子が共演している。さらに、このとき三ツ木が演じた役名の姓は倉地で本作における役名の姓と同じであった。
三ツ木清隆は後のシリーズのスペシャルにもゲスト出演したことがある。

## エピソード

### 1988年
| 話数       | 放送日     | サブタイトル                                  | 脚本              | 監督     | ゲスト | 備考                               |
| ---------- | ---------- | --------------------------------------------- | ----------------- | -------- | --- | ---------------------------------- |
| 第1話      | 1988/01/09 | 「吉宗初暴れ! 少女涙の訴え状」                | 小川英 胡桃哲     | 鷹森立一 | お松：小泉友子 鳴海屋：川合伸旺 野々村甲斐守：小沢象 伊之吉：堀田真三 巳之吉：笹木俊志 足立玄石：河合絃司 政吉：西山清孝 お糸：前川恵美子 町名主：国一太郎 男(一)：壬生新太郎 女(一)：野田浩子 女(二)：中西喜美恵 役人：平河正雄 浪人：小峰隆司 亭主：藤長照夫 女(三)：田辺ひとみ 小女：田中明美 尾張大納言宗春：中尾彬 |                                    |
| 第2話      | 1988/01/16 | 「大奥に咲いた危険な恋」                      | 高橋稔            | 牧口雄二 | お光：桑田靖子 備前屋徳兵衛：山本昌平 工藤軍十郎：宮口二郎 水無瀬：沢井桂子 弥市：有光豊 池松：新城邦彦 今朝次：武井三二 お琴：勇家寛子 お竹：松村直美 松倉丹後守：御木本伸介 滝川：高田美和 |                                    |
| 第3話      | 1988/01/23 | 「これぞ庶民の目安箱」                        | 野波静雄          | 荒井岱志 | お房：石倭裕子 青山下総守：北原義郎 河津久太夫：原口剛 望月十三郎/丹波屋大助：伊吹聡太郎 千種：小椋寛子 足立玄石：河合絃司 三河屋総兵衛：相馬剛三 お勝：山口朱美 山本唯七：柴田あきよし 田之倉政太郎：岡雄大 堀田出雲守：疋田泰盛 源兵衛：和田昌也 村田：木下通博 お幸：美松艶子 越後屋太兵衛：小松方正 | 孫兵衛が初めて 辰五郎と対面する。  |
| 第4話      | 1988/01/30 | 「血ぬりの一文銭」                            | 中村勝行          | 日高武治 | おせい：小林かおり 秀次郎：南条弘二 おるい：山崎美貴 岩倉大膳：井上高志 文三：高品剛 石母田民部：小林勝彦 敦賀屋儀兵衛：山本清 越前屋惣右衛門：中村錦司 嘉平：石倉英彦 吟味役：木谷邦臣 手下(一)：池田謙治 手下(二)：小坂和之 亭主：内藤康夫 手代：村田健治 人足：大矢敬典 酌女：鈴川法子 舟宿の女中：美松艶子 |                                    |
| 第5話      | 1988/02/06 | 「新さん 江戸の風に舞う!」                    | 田村多津夫        | 荒井岱志 | 新三：松平健 おさよ：鈴鹿景子 石見屋吾兵衛：近藤宏 岩蔵：田中浩 安吉：大林丈史 足立玄石：河合絃司 おすみ：南条みづ江 主人：入江慎也 子分：高並功 つぼ振り：遠山金次郎 船頭：福中勢至郎 耺人(一)：畑中怜一 耺人(二)：椿竜二 女中：桂登志子 沼田平五郎：深江章喜 | 松平健が二役で出演。               |
| 第6話      | 1988/02/13 | 「紅蓮の炎に消えた恋」                        | 篠崎好            | 牧口雄二 | お園：一色彩子 仙蔵：江幡高志 大黒屋利平：北町嘉朗 丑松：重久剛一 清吉：森一 おりき：行友勝江 男：有島淳平 佐久間隼人正重成：浜田晃 |                                    |
| 第7話      | 1988/02/20 | 「運命(さだめ)のめぐりあい」                  | 田村多津夫        | 鷹森立一 | おこう：剣幸 倉林弥一郎：睦五朗 倉林丈之助：冨家規政 佐吉：市川好郎 彦坂兵蔵：川浪公次郎 藤七：広瀬義宣 おみよ：原彩子 おもん：星野美恵子 おしの：奈波登志子 若侍：清家三彦 町娘：松島ゆみ子 尼僧：富永佳代子 肥前屋武兵衛：鹿内孝 |                                    |
| 第8話      | 1988/02/27 | 「晴れて夫婦の目安箱」                        | 野波静雄          | 日高武治 | お涼：桂田裕子 清太郎：井田弘樹 佐吉：氏家修 松井伊予守：船戸順 おむら：野口ふみえ 仁村源左衛門：出水憲司 中屋清助：牧冬吉 お里：宮田圭子 喜三郎：高橋仁 お律：志乃原良子 少女時代のお涼：山口英子 前田大二郎：五十嵐義弘 弥助：森秀人 源太：奔田陵 お富：野田浩子 お満：中西喜美恵 お篠：池田佳奈美 木原鋭之進：平泉成 |                                    |
| 第9話      | 1988/03/05 | 「炎に消えた女囚!」                           | 藤井邦夫          | 宮越澄   | お京：山本みどり 岡本征四郎(夜鴉の征四郎)：曽根晴美 大久保勘解由：剣持伴紀 石出帯刀：唐沢民賢 お滝：豊田博子 志乃：久仁亮子 久造：山村弘三 高原大助：峰蘭太郎 丈吉：きくち英一 才蔵：笹木俊志 竜次：小船秋夫 良作：江原政一 万造：細川純一 牢役人：西山清孝 旗本：山田良樹 遊び人：司裕介 居酒屋の主：市条享一 清吉：秋元大幸 女中(一)：鈴川法子 女中(二)：桑田範子 小泉出雲守：菅貫太郎                                                                       | 吉宗が初めて 孫兵衛を爺と呼ぶ。    |
| 第10話     | 1988/03/12 | 「逆転! 必死の王手飛車取り」                  | 中野顕彰 小川英   | 鷹森立一 | 喜助：小野進也 お民：三浦リカ 佐吉：岡部浩之 おさち：塙紀子 長崎屋吉兵衛：森幹太 足立玄石：河合絃司 桜井：中西宣夫 浪人：丘路千 親爺：蓑和田良太 用心棒：福本清三 湊屋：波多野博 主人：高谷舜二 子供：森本貴 塚原主膳：江見俊太郎 兜木多一郎：山下規介 兜木利靖：青木義朗 |                                    |
| 第11話     | 1988/03/19 | 「河原の黄金を盗んだ奴!」                     | 高橋稔            | 宮越澄   | 吉兵衛：園田裕久 三浦清左衛門：柴田侊彦 酒井田玄蕃頭：中山昭二 森安軍十郎：遠藤征慈 お国：衣通真由美 伝次：佐藤京一 弥蔵：滝譲二 上州：遠山二郎 寅：小谷浩三 熊：石井洋充 居酒屋の小女：吉原緑里 お亀：重松裕美 おかみさん：富永佳代子 三浦和之進：中原俊明 芸者：太田かずよ 人足：田井克幸 佃の栄五郎：遠藤太津朗 |                                    |
| 第12話     | 1988/03/26 | 「絵草紙からくり心中」                        | ちゃき克彰 小川英 | 荒井岱志 | 近松門左衛門：織本順吉 おしの：服部妙子 稲垣生馬：外山高士 但馬屋：高野真二 大田屋駒造：長谷川弘 宇三郎：岩尾正隆 源次：西田良 おきみ：荒井真理 小西左内：入江武敏 番頭：壬生新太郎 町方役人：藤沢徹夫 野次馬(一)：小坂和之 野次馬(二)：内藤康夫 |                                    |
| スペシャル | 1988/04/02 | 「将軍が消えた!? 吉宗暗殺の渦巻く紀州和歌山」 | 篠崎好            | 日高武治 | 橋本清三郎：松平健 橋本綾乃：松原千明 丹蔵：高橋悦史 榊原式部太夫政岑：長谷川明男 小田切：小沢象 仙十郎：田中浩 源内：森章二 一馬：山本陽一 高尾太夫：長坂しほり 大黒屋利兵衛：高桐真 徳川宗直：小林芳宏 橋本清太郎：土倉有貴 大黒屋番頭：蓑和田良太 北町の門番：平河正雄 やくざ：細川純一 ：小谷浩三 早馬侍：藤枝正己 根来衆：木谷邦臣 芸者：藤間富陽 芸者：酒井雅代 紀伊国屋文左衛門：坂上二郎 尾張大納言宗春：中尾彬                                        | 松平健が二役で出演。テレシネ映像。 |
| 第13話     | 1988/04/09 | 「春の宴に舞う女」                            | 和久田正明        | 松尾正武 | お蘭：土田早苗 毛利甲斐守：有川博 こま：楠田薫 東海屋仙之助：大木正司 四郎兵衛：大竹修造 左母次：坂田金太郎 小六：大島宇三郎 お側衆(イ)：宮城幸生 お側衆(ロ)：有島淳平 盗っ人(イ)：小峰隆司 盗っ人(ロ)：福本清三 盗っ人(ハ)：笹木俊志 盗っ人(ニ)：小坂和之 盗っ人(ホ)：江原政一 盗っ人(ヘ)：奔田陵 盗っ人(ト)：河本忠夫 大僧正：淡路康 染丸：稲葉浩子 仲居：竹澤美奈 少年：渡辺慎也                                                                            |                                    |
| 第14話     | 1988/04/16 | 「妻を斬った男」                              | 田村多津夫        | 牧口雄二 | おはる：中村メイコ 須賀弥平太：荒木茂 千恵：塚田きよみ 大津屋千蔵：藤岡重慶 岩渕甚太夫：幸田宗丸 おかく：木島幸 高垣大輔：小林哲磨 足立玄石：河合絃司 住耺：中村錦司 番頭：白川浩二郎 佐和：鈴川法子 政吉：重久剛一 船頭：大矢敬典 両替商(一)：疋田泰盛 両替商(二)：和田昌也 家臣：木谷邦臣 同心：池田謙治 若侍：岡田和範 侍(一)：西村正樹 侍(二)：浜田隆広 |                                    |
| 第15話     | 1988/04/23 | 「三ツ葉葵は地獄の紋章!?」                    | 今村文人          | 荒井岱志 | 猪股隼三郎：綿引勝彦 おとき：優ひかり 政代：北城真記子 菱田屋金左衛門：須藤健 黒磯数馬：中嶋俊一 中村：北村晃一 沢井：高並功 茂助：瀬川新蔵 与力：大木晤郎 芸者：志乃原良子 浪人(一)：武井三二 浪人(二)：岩井田浩己 万造：内藤康夫 女房：春藤真澄 薬屋の主：泉好太郎 猪股正太郎：谷口公浩 番頭：山田良樹 若い芸者：田辺ひろみ ぼて振り：畑中伶一 黒磯六大夫：御木本伸介                                                                                        |                                    |
| 第16話     | 1988/04/30 | 「ちゃんにとどけ! 江戸ばやし」                | 大川タケシ        | 牧口雄二 | おしん：山本郁子 お咲：鈴木美司子 春吉：関時男 六助：竹沢慶 貞次：浅田祐二 健太：土井健守 高田和泉：水上保広 吾作：中村孝雄 足立玄石：河合絃司 利吉：野口貴史 藩士(イ)：山田永二 藩士(ロ)：司裕介 下っ引き：藤長照夫 門番：松原健司 同心(一)：平河正雄 同心(二)：加藤照男 萬屋仁兵衛：坂東弥十郎 横尾大膳：井上昭文 |                                    |
| 第17話     | 1988/05/07 | 「御生母が叱った仇討姉弟」                    | 藤井邦夫          | 松尾正武 | お由利の方：中村玉緒 楓：藤代美奈子 島田康定：原口剛 島田弦二郎：大場順 浪人(一)：出水憲司 浪人(二)：五十嵐義弘 大蔵：近江輝子 少年時代の左源太：山下和哉 相州屋：川浪公次郎 少女時代の楓：長田知子 太郎吉：久保龍一 おみつ：一岡さくら 家来：高谷舜二 村人(一)：椿竜二 村人(二)：平河正雄 村人(三)：紅かおる 村人(四)：東孝 |                                    |
| 第18話     | 1988/05/14 | 「知らぬが仏の紙風船」                        | 篠崎好            | 荒井岱志 | 清吉：高川裕也 お光：上野美加 桝屋藤左衛門：高城淳一 お梶：藤木聖子 熊蔵：朝日完記 権八：当銀長太郎 岡っ引き：有川正治 若松屋：国一太郎 番頭：志茂山高也 下男：北条誠 矢平次：伊吹剛 坂井石見守：和崎俊哉 |                                    |
| 第19話     | 1988/05/21 | 「からくり盗っ人街道」                        | 和久田正明        | 荒井岱志 | お玉：篠山葉子 木鼠三次：内田勝正 山猫お仙：泉じゅん 角兵衛：林家珍平 鬼ごろし六之助：佐藤晟也 お役者吉五郎：滝譲二 親見伝八：下元年世 お金：大和撫子 楼主：玉生司郎 お金の亭主：阿波地大輔 家老：波多野博 公家(イ)：田井克彦 公家(ロ)：志茂山高也 女官(イ)：桂登志子 女官(ロ)：松本直美 重耺(イ)：和田昌也 重耺(ロ)：壬生新太郎 奥坊主：山田永二 大和久出羽守：田口計                                                                                         |                                    |
| 第20話     | 1988/05/28 | 「さらわれたお葉」                            | 石川孝人 小川英   | 宮越澄   | 府川一之進：五代高之 権太：芦屋雁平 島岡軍兵衛：山西道広 荒牧：友金敏雄 足立玄石：河合絃司 井野：峰蘭太郎 トメ：丸平峯子 町方同心：藤沢徹夫 門番(一)：椿竜二 門番(二)：木下通博 藩士：西山清孝 檜山典膳：清水章吾 |                                    |
| 第21話     | 1988/06/04 | 「二人の新之助」                              | 鈴木生朗          | 牧口雄二 | おゆき：原日出子 内藤新之助：草川祐馬 九十九勘十郎：高品剛 おふく：松村康世 源内：笹木俊志 壮介：河本忠夫 百合姫：岩上佳寿美 大場甚右衛門：有島淳平 藤尾：星野美恵子 左官：遠山金次郎 小姓：村田健治 中間：藤長照夫 巫子：酒井雅代 巫子：工藤美奈 須坂出雲：勝部演之 |                                    |
| 第22話     | 1988/06/11 | 「愛を棄てた女」                              | 藤井邦夫          | 宮越澄   | 松崎圭之進：片岡弘貴 お篠：伊藤美由紀 戸田政兼：北原義郎 岩田善兵衛：黒部進 大場弥八郎：可知靖之 近江屋：五味龍太郎 伊蔵：丹治信歳 茶屋女：衣笠由里子 村上清之助：矢部義章 若殿：清家三彦 岡村半之丞：疋田泰盛 弥八郎の子：山田裕一 弥八郎の子：吉崎大祐 那須源一郎：亀石征一郎 |                                    |
| 第23話     | 1988/06/18 | 「思わぬ遺産の目安箱」                        | 野波静雄          | 松尾正武 | 彦八：レオナルド熊 内藤外記：小笠原弘 蝮の弥平：伊吹聡太朗 権三：広瀬義宣 お久：首藤真沙保 幸吉：谷口孝史 高田屋清兵衛：畑中伶一 治作：泉好太郎 佐吉：稲泉智万 おとき：稲葉浩子 勝又：波多野博 男：柴田善行 芸者：今川里香 |                                    |
| 第24話     | 1988/06/25 | 「悲恋花は二度散る」                          | 中村勝行          | 鷹森立一 | 伊佐吉：加納竜 お夕：稲垣愛 保科勘解由：中田博久 上総屋弥兵衛/鬼火の源蔵：早川研吉 粂造：鈴木淳 喜平：岩城力也 徳兵衛：新橋伸介 甚八：小峰隆司 仲居：丸平峯子 松次郎：橋本和博 手下：矢部義章 女(一)：星野美恵子 女(二)：紅かおる 女(三)：春藤真澄 小女：手嶋紗織 |                                    |
| 第25話     | 1988/07/02 | 「将軍に裏切られた男」                        | 佐藤五月          | 牧口雄二 | 川野貞之介：横光克彦 みつ：佐藤恵利 忍者：川勝誠 尚古堂主人：疋田泰盛 旗本(一)：丘路千 吉宗の少年時代：越後谷新 貞之介の少年：山下和哉 みつの少女時代：斉藤リカ 旗本(二)：石井洋充 狙撃者：田辺ひとみ 赤塚一斎：伊藤敏八 松波刑部：川合伸旺 |                                    |
| 第26話     | 1988/07/09 | 「罠にかかった女」                            | 佐藤五月          | 松尾正武 | おしま：上月晃 土井摂津守：近藤宏 源七：汐路章 上総屋重兵衛：唐沢民賢 榎木：吉田豊明 富吉：大竹修造 利助：田畑猛雄 足立玄石：河合絃司 仙吉：石倉英彦 そば屋：松田明 多助：上野秀年 松吉：山田永二 彦次：井上明 喜八：大河内廣太郎 おはな：三宅紀世 役人(一)：福中勢至郎 役人(二)：小峰隆司 長屋の女：稲垣陽子 家臣(一)：小船秋夫 家臣(二)：池田謙治 仲居(一)：武田雅子 仲居(二)：西森未来 岡っ引き(一)：床尾賢一 岡っ引き(二)：大矢敬典 岡っ引き(三)：西村正樹 |                                    |
| 第27話     | 1988/07/16 | 「偽りの拝領妻」                              | 和久田正明        | 荒井岱志 | 喜和：三林京子 竹中勘助：赤塚真人 本田伊賀守：小林勝彦 高松文太夫：山本昌平 島田半右衛門：堀田真三 足立玄石：河合絃司 花輪金吾：高並功 内藤勘解由：浜田雄史 内藤市之進：岡田洪志 留守居役：宮城幸生 |                                    |
| 第28話     | 1988/07/23 | 「狙われた玉の輿!」                           | 中野顕彰 小川英   | 鷹森立一 | お孝：小野さやか 赤井御門守：佐久田修 三太夫：出光元 大七：有川正治 足立玄石：河合絃司 吉兵衛：牧冬吉 小六：藤沢徹夫 綾の方：藤坂有希 家臣：平河正雄 岡部：山田良樹 柴田：小坂和之 女中：桂登志子 寅千代：原田明佳 島崎頼母：川辺久造 |                                    |
| 第29話     | 1988/07/30 | 「阿呆と呼ばれた名将軍」                      | 高橋稔            | 荒井岱志 | お駒：京唄子 伊之助：園田裕久 工藤玄蕃：宮口二郎 赤井権九郎：重久剛一 佐久間：芝本正 桜井：田中弘史 女将：宮田圭子 お種：志乃原良子 侍(一)：木谷邦臣 侍(二)：矢部義章 茶坊主：武田文雄 野次馬(一)：小林誠一 野次馬(二)：野土晴久 お光：菱田麻美 有馬左京太夫：遠藤太津朗 |                                    |
| 第30話     | 1988/08/13 | 「泣くな男だ! がまん坂」                      | 小川英 中野顕彰   | 荒井岱志 | 竜吉：渋谷哲平 小春：麻生美衣 お志乃：八木昌子 前田多門：小沢象 工藤：大木正司 足立玄石：河合絃司 政吉：森一馬 中屋市兵衛：相馬剛三 又八：朝日完記 女：早香沙紀 時造：内藤康夫 商人：波多野博 同心(一)：志茂山高也 同心(二)：奔田陵 源六：岡雄大 おしん：辻有美子 定：上出祐司 茂助：西山清孝 家人：辻喬次郎 吉野屋徳兵衛：小鹿番 |                                    |
| 第31話     | 1988/08/20 | 「幽霊も泣きます! おんな坂」                  | 藤井邦夫          | 鷹森立一 | お里：栗田陽子 村上出雲守/石田才蔵：鹿内孝 坂井甚十郎：遠藤征慈 相模屋伝兵衛：須藤健 清次：武見龍磨 婆や：小柳圭子 足立玄石：河合絃司 梅屋忠三郎：宮城幸生 留造：浅田祐二 地廻り：小船秋夫 中間：大矢敬典 役人：壬生新太郎 岡っ引き：岡田和範 月照：淡路康 松吉：永居光男 同心：岡崎賢司 平助：吉田信夫 源太：玉生賢司 |                                    |
| 第32話     | 1988/08/27 | 「消えた目安箱」                              | 野波静雄          | 松尾正武 | 蜂郎次：木場勝己 三太：冨田晋寛 お沢：岡田由紀子 牧野丹波守：外山高士 木曽屋重兵衛：岡本征雄 筒井栄次郎：片岡五郎 清三：武井三二 眩雲斉：出水憲司 お紺：前川恵美子 お松：山田麻起子 平助：司裕介 与吉：床尾賢一 お時：春藤真澄 佐七：東孝 野次馬：田井克幸 門番：橋本公志 役人(一)：清家三彦 役人(二)：高橋弘志 |                                    |
| 第33話     | 1988/09/03 | 「男無用のつっぱり十手!」                     | 大野武雄          | 牧口雄二 | おまさ：森永奈緒美 柳沼主水：曽根晴美 高見屋十兵衛：森幹太 塚越民部：原口剛 弥吉：当銀長太郎 美濃屋久助：大木晤郎 丹波屋仙吉：水上保広 足立玄石：河合絃司 浪人：丘路千 伝八：藤長照夫 文三：河本忠夫 茶屋の老婆：和歌林三津江 居酒屋の女：桑田範子 おつる：星野美恵子 お春：鈴川法子 お光：松山真由子 太吉：渡辺慎也 |                                    |
| 第34話     | 1988/09/10 | 「秘めた駆け落ち、涙のかんざし」              | 今村文人          | 荒井岱志 | お政：宮園純子 弥吉/鈴木弥之助：南条弘二 お加代：生田智子 水嶋十兵衛：田中浩 黒木屋藤八：矢野宣 猪塚：関根大学 渡世人(一)：中村孝雄 渡世人(二)：福本清三 府中屋：遠山金次郎 家臣：平河正雄 茶店の女：黒沢瞳 魚屋：五十嵐秀樹 中間(一)：木下通博 中間(二)：小谷浩三 文吉：加藤寛治 馬方(一)：山田永二 馬方(二)：浜田隆広 |                                    |
| 第35話     | 1988/09/17 | 「恋と喧嘩のイダ天街道」                      | 高橋稔            | 宮越澄   | 弥市：岡野進一郎 お小夜：渡辺祐子 江戸屋久兵衛：中山昭二 粕谷伊十郎：中田博久 松五郎：市川勇 角蔵：井上智昭 大久保相模守：五味龍太郎 お里：桑田範子 お花：久仁亮子 侍(一)：司裕介 侍(二)：高橋弘志 侍(三)：成枝三郎 飛脚(一)：山田永二 飛脚(二)：越坂英生 飛脚(三)：稲泉智万 大名飛脚(一)：高見裕二 大名飛脚(二)：浅井誠 大名飛脚(三)：柴田善行 青山勘解由：名和宏                                                                                             |                                    |
| 第36話     | 1988/10/01 | 「魔性の女の涙雨」                            | 和久田正明        | 松尾正武 | 八弥：蜷川有紀 桑名屋喜平：多々良純 亀井山城守：石橋雅史 七里源内：堀内正美 初太郎：山本太郎 蟹助：阿波地大輔 猿丸：笹木俊志 桶蔵：滝譲二 紋次：井上茂 六兵衛：笹吾朗 河内屋庄助：蓑和田良太 鬼頭衆(一)：井上明 鬼頭衆(二)：加藤秀嵩 番頭：上野秀年 八弥付女中(一)：酒井雅代 八弥付女中(二)：奈波登志子 女中：金森かおり |                                    |
| 第37話     | 1988/10/15 | 「さまよう鬼女の面」                          | 今村文人          | 鷹森立一 | さつき：岩崎良美 塚本俊平：加藤純平 竜神の三右衛門：岩尾正隆 前田吉徳：伊庭剛 絹代：三浦徳子 黒井：川浪公次郎 沼垣：志茂山高也 役人：峰蘭太郎 江戸家老：中村錦司 奥女中(一)：田野由紀子 奥女中(二)：太田かずえ 弟子：岡田和範 加州屋徳兵衛：田中明夫 |                                    |
| 第38話     | 1988/10/22 | 「帰ってきた風小僧」                          | 小川英 四十物光男 | 宮越澄   | 銀次/風小僧：藤巻潤 文三：中西良太 お糸：西村美有紀 庄司弥八郎：内田勝正 用心棒(一)：笹木俊志 用心棒(二)：小坂和之 下っ引き：池田弘治 お町：藤坂有希 旗本：峰蘭太郎 同心：藤沢徹夫 盗っ人(一)：宍戸大全 盗っ人(二)：井上明 盗っ人(三)：藤山健剛 一吉：宮木良 お糸：西村香織 立花陣内：深江章喜 |                                    |
| 第39話     | 1988/11/12 | 「吉宗が怒った役人天国!」                     | 飛鳥ひろし        | 鷹森立一 | おたみ：北原佐和子 新作：高川裕也 大出織部正：高城淳一 寺内鉄之助：本郷直樹 土屋郡兵衛：原田樹世土 友乃：泉じゅん 嘉平：村田正雄 野村陣十郎：佐藤京一 重田剛之進：五十嵐義弘 浅見兵衛：国一太郎 お艶：桂川京子 お島：和田かつら お松：前川恵美子 男：疋田泰盛 勘定方：山田良樹 書役：矢部義章 島田道庵：和田昌也 茶店の老婆：和歌林三津江 正太：田中博 小太郎：谷口公浩                                                                                        |                                    |
| 第40話     | 1988/11/19 | 「娘十七はぐれ唄」                            | 田村多津夫        | 牧口雄二 | おちか：比企理恵 小宮宗平：睦五朗 佐々木伝蔵：高野真二 仙吉：白井哲也 正八：今出隆広 地廻り：白川浩二郎 やくざ：小峰隆司 船頭：大矢敬典 松沢盛利：土井健守 忍び：壬生新太郎 忍び：江原政一 忍び：木下通博 忍び：池田謙治 おかみさん(一)：富永佳代子 おかみさん(二)：松島ゆみこ 居酒屋の女：堀田明美 巫子：藤間富陽 巫子：酒井雅代 倉田屋儀助(矢野儀兵衛)：藤岡重慶                                                                                             |                                    |
| 第41話     | 1988/11/26 | 「お庭番を愛した女」                          | 今村文人          | 荒井岱志 | 錦屋七右衛門/野焼きの六兵衛：内田稔 野尻庄八：井上高志 お時：柴田美保 蜂屋左門：黒部進 坂本：田畑猛雄 早瀬：五十嵐義弘 紋次：橋本和博 行商人：柴田あきよし 森塚主水正：小峰隆司 佐々木：波多野博 お雪：西村香織 配下(一)：大矢敬典 配下(二)：木下通博 小野田陣左衛門：北村総一朗 尾張大納言宗春：中尾彬 |                                    |
| 第42話     | 1988/12/03 | 「悲願成就、半次郎のいのち」                  | 中野顕彰 小川英   | 松尾正武 | 小雪：大沢逸美 大日向義元：小林勝彦 秋田屋市兵衛：伊吹聡太朗 竜吉：西田良 足立玄石：河合絃司 朝吉：粟津號 儀助：下元年世 大津屋：玉生司朗 芸者：酒井葉子 越後屋：疋田泰盛 佐吉：浅田祐二 巳之吉：越坂英生 番頭：高谷舜二 浪人：藤沢徹夫 侍：床尾賢一 女：前川恵美子 |                                    |
| 第43話     | 1988/12/10 | 「母の情けの舞扇」                            | 飛鳥ひろし        | 松尾正武 | 花廼屋美鈴：三林京子 お槙：池田智美 お杉：浅川美智子 田島勘太夫：芦屋雁平 二階堂刑部：江並隆 大島屋金兵衛：長谷川弘 山崎源十郎：大竹修造 お貞：千原しのぶ お時：武田てい子 お篠：武田京子 千津：河本千富美 おまき：奈波登志子 新吉：新島愛一郎 お秋：千島幸枝 町娘(一)：河合綾子 町娘(二)：竹澤美奈 ならず者：浅井誠 瓦版屋：窪田弘和 町娘(三)：桑田範子 ：酒井雅代 ：斉藤リカ                                                                                 |                                    |
| 第44話     | 1988/12/17 | 「吉宗無情、寒菊は語らず!」                   | 高橋稔            | 松尾正武 | 横倉源左衛門：金田龍之介 お直：石倭裕子 佐和：谷口香 大桑重兵衛：志賀圭二郎 内藤丹後守：新城邦彦 与市：中嶋俊一 五郎次：阿波地大輔 一八：千代田進一 八田広之進：徳江一裕 女将：三浦徳子 梅ヶ枝：太田かずえ 藩士(一)：小谷浩三 藩士(二)：岡田和範 芸者：藤間富陽 芸者：酒井雅代 曲淵駿河守：磯部勉 |                                    |
| 第45話     | 1988/12/24 | 「おイモを生んだ目安箱」                      | 野波静雄          | 篠塚正秀 | 青木昆陽：益岡徹 おぶん：宿利千春 お徳：風見章子 伊勢屋利兵衛：森幹太 高村彦九郎：高品剛 岡田佐八郎：久賀大雅 佐吉：重久剛一 平吉：当銀長太郎 源太：木谷邦臣 源次郎：岩井田浩己 堀川伊賀守：田口計 |                                    |

### 1989年
| 話数       | 放送日     | サブタイトル                           | 脚本              | 監督     | ゲスト | 備考                                                                  |
| ---------- | ---------- | -------------------------------------- | ----------------- | -------- | --- | --------------------------------------------------------------------- |
| 第46話     | 1989/01/14 | 「激震! なまず武士の怒り」             | 今村文人          | 荒井岱志 | 藤木玄馬/藤島玄左衛門：長門勇 藤木誠一郎：円谷浩 中尾千世：藤奈津子 川井京之助：大場順 赤沢多聞：倉田健 美濃屋：浜田雄史 藩士：川浪公次郎 お玉：山口朱美 本庄道矩：土井健守 山崎：小林哲磨 加藤：青木辰尚 御家人(一)：志茂山高也 御家人(二)：池田謙治 御家人(三)：石井洋充 若侍：重信幸 船山重右衛門：葉山良二 |                                                                       |
| 第47話     | 1989/01/21 | 「恋も思案のおてんば剣法」             | 佐藤五月          | 松尾正武 | おさと：大西結花 鈴屋太兵衛：岩城力也 平戸屋又吉：坂田金太郎 柴山利兵衛：唐沢民賢 お妙：首藤真沙保 粂七：入江慎也 松助：多賀勝 木田伝八郎：福本清三 吉川東助：平河正雄 丑松：小船秋夫 おまさ：鈴川法子 権次：小西山淳一 安造：杉山幸晴 熊五郎：西村正樹 千代松：木村英 長屋の男：畑中伶一 長屋の女房：堀田明美 師範代：山田良樹 岡っ引き：西山清孝 梅吉：内藤康夫 門番：東孝 おしず：今川里香 秀奴：田野由起子 八百屋：福中勢至郎 坂部主膳：遠藤太津朗                                                                                         |                                                                       |
| 第48話     | 1989/01/28 | 「おいらの父は日本一!」                | 大野武雄          | 牧口雄二 | 仙吉：和崎俊哉 佐吉：岩戸隼人 おみつ：塙紀子 川上頼母：江見俊太郎 水口屋太平：江幡高志 正太：森章二 足立玄石：河合絃司 お清：木島幸 新三：谷口孝史 幸吉：舟久保信之 大店の主人：中村錦司 居酒屋の店主：有島淳平 薬屋店主：泉好太郎 米八：森山陽介 庄市：高谷舜二 板前：藤長照夫 久三：北村明男 |                                                                       |
| スペシャル | 1989/02/04 | 「初富士の花嫁、吉宗の禁じられた恋!」  | 和久田正明        | 荒井岱志 | 一条松子：賀来千香子 水戸鶴千代：金田賢一 お紺：森マリア 一条兼房：穂積隆信 安西対馬：久富惟晴 後藤三左衛門：山本清 小原勘解由：守田比呂也 笠次郎：園田裕久 又平：福田健次 明石刑部：高桐真 花代：野口ふみえ ：沢井孝子 ：浅見美那 堀田の配下：朝日完記 堀田の配下：谷口孝史 ：織田聖子 やくざ：笹木俊志 腰元：富永佳代子 水戸家腰元：山田麻起子 旅籠の女中：野村千景 堀田甚山：鹿内孝 お由利の方：中村玉緒 |                                                                       |
| 第49話     | 1989/02/11 | 「庶民の夢を喰った奴!」                | 大川タケシ        | 荒井岱志 | 佐助：森川正太 お京：佐藤恵利 赤池半蔵：遠藤征慈 寺尾兵吾：堀田真三 黒松：岡部征純 安西和馬：北村晃一 松木十之進：出水憲司 立花公明：伴勇太郎 源三：漣龍造 老人：泉好太郎 老婆：春藤真澄 男：壬生新太郎 坊主(一)：武田文雄 坊主(二)：杉山幸晴 女：美松艶子 お春：桂登志子 小助：吉崎大祐 町人(一)：椿竜二 町人(二)：畑中伶一 |                                                                       |
| 第50話     | 1989/02/18 | 「め組に届けられた赤ん坊」             | 篠崎好            | 日高武治 | お里：甲斐智枝美 青木新三郎：下塚誠 服部主膳：北町嘉朗 小田切十蔵：宮口二郎 立花屋仙十郎：小笠原弘 大和屋利兵衛：福山升三 矢七：広瀬義宣 一座の男(一)：竹井雅文 一座の男(二)：清家三彦 浪人：入江武敏 一座の娘(一)：勇家寛子 一座の娘(二)：田辺ひとみ 一座の娘(三)：山田麻起子 |                                                                       |
| 第51話     | 1989/02/25 | 「あぶな絵の皿を追え」                 | 鈴木生朗          | 日高武治 | 弥助/加納又七郎：高岡健二 おいね：牧口昌代 巴屋五兵衛：高桐真 黒木刑部：岩尾正隆 藤作：森秀人 伝八：佐藤晟也 陶器屋：国一太郎 居酒屋の主人：蓑和田良太 岡っ引き：遠山金次郎 仙蔵：笹木俊志 源次：小坂和之 与吉：浜田隆広 戸沢大炊助：御木本伸介 |                                                                       |
| 第52話     | 1989/03/04 | 「名奉行、なさけの仇討」               | 飛鳥ひろし        | 牧口雄二 | 忠八：佐久田修 お花：遠藤真理子 石黒十蔵：田中浩 森川玄蕃：原口剛 吾助：伊藤高 松田喜内：溝田繁 平石三五郎：水上保広 伝造：滝譲二 山崎文右衛門：大木晤郎 加島屋：宮城幸生 津田甚内：志茂山高也 杉江陽太郎：岡崎賢司 石平：西村正樹 天野勘解由：小沢象 |                                                                       |
| 第53話     | 1989/03/11 | 「菊乱れる非情の剣」                   | 和久田正明        | 牧口雄二 | 山田朝右衛門：栗塚旭 菊：古手川伸子 霞の十兵衛：浜田晃 八十助：北村英三 大野木兵馬：松原一馬 おろく：藤江リカ 九鬼権八：吉中六 熊三：野口貴史 根岸市之丞：細川純一 与力：木谷邦臣 音次郎：小野進也 |                                                                       |
| 第54話     | 1989/03/18 | 「草笛に秘めた過去」                   | 和久田正明        | 荒井岱志 | お浜：順みつき 加東次：長谷川明男 お糸：杉本理恵 河合宇平太：有川正治 三室勘兵衛：石倉英彦 道雪：丘路千 弥五郎：高並功 助八：白川浩二郎 藤森藩留守居役：和田昌也 お初：松本なおみ お清：愛沢良子 五味豊後守：亀石征一郎 丹下兵左衛門：滝田裕介 |                                                                       |
| 第55話     | 1989/03/25 | 「左源太 愛に死す!」                   | 今村文人          | 牧口雄二 | 篠田小十郎：立川三貴 綾：三浦リカ 千石屋吉兵衛：大林丈史 八兵衛：相馬剛三 御家人(一)：司裕介 御家人(二)：河本忠夫 船頭：藤長照夫 藩士(一)：越坂英生 藩士(二)：鈴木秀一 芸者：藤間富陽 芸者：酒井雅代 芸者：村崎弘美 永坂主計頭：深江章喜 才三：五代高之 | 左源太死す。                                                          |
| 第56話     | 1989/04/01 | 「白狐が泣いた夫婦唄!」                | 今村文人          | 松尾正武 | 政五郎：真夏竜吾 おけい：伊藤美由紀 大滝豊後守：伊吹聡太朗 西国屋忠兵衛：高城淳一 笹塚：出水憲司 中山：五十嵐義弘 容斉：芝本正 梅吉：井上茂 お鈴：宮田圭子 町医者：有島淳平 藤右衛門：和田昌也 岡っ引き：入江武敏 手代(一)：奔田陵 手代(二)：江原政一 座長：上野秀年 人足：福中勢至郎 壷振り：池田謙治 | 才三がお庭番になる。                                                  |
| スペシャル | 1989/04/08 | 「みちのく血判状! 魔性の谷の決戦!!」   | 今村文人          | 松尾正武 | お静の方：芦川よしみ 平井泰助：川野太郎 天木早苗：川島なお美 天木主水正：清水健太郎 秋田輝季：荒木しげる 土岐半之丞：和崎俊哉 島尾刑部：御木本伸介 石塚将監：田口計 片桐大和守：小笠原良知 大室：伊東達広 三村：川崎公明 坂崎：石井次郎 忍び：有川正治 滝：入汐路佳子 ：織田めぐみ 家老 浪越：森秀人 旗本：水上保広 玄蕃：滝譲二 ：宮崎剛久 勘兵衛：遠山金次郎 中村：岡崎賢司 三春藩士：西村正樹 平井：柴田善行 ：玉生賢司 ：井上昭 銀山の役人：石井洋充 ：越坂英生 ：酒井雅代 ：斉藤リカ ：宮崎聡子 尾張大納言宗春：中尾彬 松平氏重：長門裕之 |                                                                       |
| 第57話     | 1989/04/15 | 「母恋いなみだ舟」                     | 鈴木生朗          | 萩原将司 | おあき：五十嵐めぐみ おみつ：尾羽智加子 荒木監物：外山高士 犬飼十蔵：真田健一郎 鬼伏せの長兵衛：大木正司 おしま：明日香尚 島造：重久剛一 稲垣：波多野博 料亭の番頭：遠山金次郎 船頭：疋田泰盛 同心：木谷邦臣 耺人：東孝 客：壬生新太郎 女の子：岩本敦子 男の子：渡辺慎也 男の子：永納昭平 叶屋藤八：藤岡重慶 |                                                                       |
| 第58話     | 1989/04/22 | 「淡雪に祈りの恋奉公!」                | 今村文人          | 荒井岱志 | お糸：井澤明子 木島平助：加藤純平 稲葉隼人正：草見潤平 佐貫：内田勝正 足立玄石：河合絃司 木島又五郎：中村錦司 市村：田中弘史 旗奉行：国一太郎 役人：平河正雄 舟頭：矢部義章 通行人：畑中伶一 手代：新島愛一朗 旗篭の下男：岡田洪志 女中：東條順子 若旦那：竹地誠 稲葉大和守：遠藤太津朗 |                                                                       |
| 第59話     | 1989/04/29 | 「恋の目安箱」                         | 野波静雄          | 牧口雄二 | 河内屋徳三郎：森川正太 水野志乃：山下智子 黒原佐渡守：山本昌平 森下勘兵衛：北村英三 大黒屋源蔵：金子研三 秋山左内：田中弘史 若林弥七：下元年世 矢島：柴田あきよし 岡本：松田吉博 浪人：司裕介 浪人：森山陽介 浪人：杉山幸晴 柳井：藤長照夫 女中：谷口晴子 水野武兵衛：橋本功 |                                                                       |
| 第60話     | 1989/05/06 | 「散るは望郷はぐれ花!」                | 和久田正明        | 松尾正武 | おぶん：蜷川有紀 お民/お染：片山由香 石田将監：中田博久 千石屋助六：曽根晴美 伊之助：長谷川弘 直八：中嶋俊一 竜崎小四郎：高並功 弁天岩：阿波地大輔 旗本：丘路千 おそれ松：小峰隆司 ホラ竹：小船秋夫 公用人：内藤康夫 留守居役：和田昌也 子分：木村英 丁字屋徳兵衛：名和宏 |                                                                       |
| 第61話     | 1989/05/13 | 「雪姫けんか珍道中」                   | 高橋稔            | 宮越澄   | 雪姫：野咲たみこ 都築内膳：南利明 浦路：久仁亮子 兵頭伊十郎：中村孝雄 道具屋の主人：岩城力也 西崎善兵衛：白川浩二郎 吉蔵：細川純一 京極若狭守：園田裕久 桜井玄蕃頭：菅貫太郎 |                                                                       |
| 第62話     | 1989/05/20 | 「ご用心! 新さんに愛人疑惑!?」         | 佐藤五月          | 松尾正武 | おもん：高田美和 酒井右京：片岡弘貴 おみつ：加藤由美 梅子：首藤真沙保 酒井頼道：伊庭剛 橋本正継：須永克彦 若木六之進：岡本早生 源助：有川正治 水尾又兵衛：川浪公次郎 原口：長澤義典 藤七：大河内廣太郎 木田：高見裕二 岡っ引き：浅井誠 幸吉：池田弘治 風車売り：和歌林三津江 男(一)：椿竜二 男(二)：高谷舜二 酒井義勝：江見俊太郎 |                                                                       |
| 第63話     | 1989/05/27 | 「孫兵ヱは浪花のお大尽さま!?」         | 飛鳥ひろし        | 宮越澄   | 梅香：一色彩子 丹羽但馬守：近藤宏 伊庭聡之助：山内としお 坂巻兵部：唐沢民賢 仁科伝八郎：五味龍太郎 犬上郡次郎：西田良 信濃屋：玉生司朗 並木大二郎：谷口孝史 家士：疋田泰盛 役人：木谷邦臣 普請方(一)：藤沢徹夫 普請方(二)：大矢敬典 普請方(三)：小坂和之 仲居：星野美恵子 男衆：田井克幸 名取主殿：勝部演之 |                                                                       |
| 第64話     | 1989/06/03 | 「まさか! 辰五郎が不倫!?」             | 飛鳥ひろし        | 荒井岱志 | 志乃：三浦真弓 木曽屋仁左衛門：須藤健 佐兵衛：高野真二 石川伊予守：小笠原弘 福井丈之助：吉田豊明 足立玄石：河合絃司 早川吉二郎：大木晤郎 長屋の女：南條みづ江 大二郎：及川潤 政吉：広瀬義宣 勘次：青木辰尚 舟宿の女将：富永佳代子 瓦版売り：上野秀年 女中：金森かおり 男(一)：池田謙治 男(二)：藤沢徹夫 女：稲垣陽子 小出図書之助：葉山良二 |                                                                       |
| 第65話     | 1989/06/10 | ※「『カ』の女の目安箱」                | 野波静雄          | 松尾正武 | お組：吉川十和子 酒井若狭守：石橋雅史 佃屋利八：松本朝生 浜屋幸兵衛：早川研吉 池内左門：岡本征雄 清助：浜伸二 弥助：蓑和田良太 沢田：石倉英彦 佐吉：西山清孝 和田屋：永居光男 番頭：松原健司 金次：石井洋充 佐助：山田永二 源次：岩井田浩己 おかみさん(一)：春藤真澄 おかみさん(二)：宮永淳子 買役(一)：北村明男 買役(二)：高橋弘志 魚屋：杉山幸晴 | ※タイトルでは丸にカ。                                                 |
| 第66話     | 1989/06/17 | 「浮世哀しや あだ花の女!」             | 佐藤五月          | 荒井岱志 | おいと：山本ゆか里 吉次：柴田侊彦 弥蔵：本郷直樹 川波屋：花上晃 足立玄石：河合絃司 太助：渡辺慎也 猿田重兵衛：入江慎也 仙吉：小山晃司 木下：志茂山高也 今井：入江武敏 芸妓(一)：高見典子 芸妓(二)：松本なおみ 男の子：吉崎大祐 中川勘解由：井上昭文 |                                                                       |
| 第67話     | 1989/06/24 | 「め組の結婚騒動!」                    | 藤井邦夫          | 荒井岱志 | 水野勝四郎：大橋吾郎 森川兵部：小林勝彦 宮坂権九郎：黒部進 山崎平太郎：佐藤京一 近江屋：幸田宗丸 青木啓蔵：岩尾正隆 幸作：鈴木淳 源兵衛：新橋伸介 長屋のおかみ：丸平峯子 茶店の婆さん：和歌林三津江 女の子：岩本敦子 |                                                                       |
| 第68話     | 1989/07/08 | 「大暴れ! 但馬のヤッサ神輿」           | 高橋稔            | 荒井岱志 | お花：浅香光代 宇之助：岡野進一郎 お秋：藤奈津子 藤堂日向守：田口計 工藤玄蕃：宮口二郎 松永軍十郎：佐藤京一 惣右衛門：牧冬吉 長田甚右衛門：出水憲司 吾平：野土晴久 お照：岩本桐香 村の女：浅利葉子 村の男：田井克幸 村の若者：井上昭 | 兵庫県朝来市和田山町竹田でのロケ。 終盤のチャンバラは竹田城址で撮影。 |
| 第69話     | 1989/07/15 | 「おんなとおとこの夢芝居」             | 和久田正明        | 牧口雄二 | 小山田兵馬：曽我廼家文童 おふく：東啓子 雪江：斉藤絵里 江藤武太夫：岩尾正隆 石川頼母：溝田繁 田中栄次郎：五十嵐義弘 番頭：川浪公次郎 有坂圭介：河野実 土井寅之助：司裕介 花房金吾：志茂山高也 勝蔵：小峰隆司 藩士(イ)：木谷邦臣 藩士(ロ)：奔田陵 奥田勘解由：鹿内孝 |                                                                       |
| 第70話     | 1989/07/22 | 「青き勾玉の秘密」                     | 今村文人          | 荒井岱志 | おくみ：野村真美 亀吉：加藤純平 大乗寺軍右衛門：小沢象 大乗寺左門：原口剛 深尾：遠藤征慈 藤次：中田譲治 そば屋：国一太郎 松平直好：岡田洪志 久造：妹尾和夫 おとく：織田聖子 中村：山田良樹 弥七：矢部義章 中間：江原政一 武士(一)：壬生新太郎 武士(二)：床尾賢一 理左衛門：岡崎賢司 おふさ：正司照枝 |                                                                       |
| 第71話     | 1989/07/29 | 「お葉せんせいの恋治療!」              | 飛鳥ひろし        | 牧口雄二 | 辻弥一郎：沖田浩之 服部兵太夫：浜田晃 大沢軍兵衛：高品剛 上田大学：野口貴史 辻信右衛門：須永克彦 向井将監：中村錦司 お兼：和歌林三津江 足立玄石：河合絃司 藤倉文五郎：池田謙治 松蔵：藤長照夫 お光：勇家寛子 松浦数馬：稲田龍雄 永井小次郎：武井三二 佐久間敬助：河本忠夫 上田備中守資忠：有島淳生 重臣(一)：疋田泰盛 重臣(二)：和田昌也 妊婦：奈波登志子 看護婦：金森かおり |                                                                       |
| 第72話     | 1989/08/05 | 「痛快! 天下を正す目安箱」             | 野波静雄          | 松尾正武 | お紺：北原佐和子 お徳：和田幾子 遠藤肥前守：伊吹聰太朗 音羽の幸助：岡本早生 定次：広瀬義宣 浜田屋清二：小林誠一 竹上出雲守：伝法三千雄 鬼藤相模守：遠山金次郎 立石筑前守：丘路千 菊波伊勢守：蓑和田良太 寺沢備中守：畑中伶一 自在斉：宮城幸生 平太：加藤重樹 井田：笹木俊志 松吉：光永真二 お梅：権藤由利子 牢番：木下通博 賭場の客：高谷舜二 芸者：酒井雅代 芸者：村崎弘美 川添屋浩兵衛：江見俊太郎 大曽根下野守：遠藤太津朗 |                                                                       |
| 第73話     | 1989/08/12 | 「さらば! 愛しき人よ」                 | 田村多津夫        | 松尾正武 | おたま：藤代美奈子 藤枝徳之助：畠山久 大垣真平：片桐竜次 千吉：伴直弥 おみの：大西智子 岡っ引き：高並功 おまさ：五代百恵 舟宿の女将：小柳圭子 岡場所の女：前川恵美子 同心：小坂和之 平塚：入江武敏 北見：福永正憲 森口：鈴木克吉 菊恵：長谷川稀世 矢吹兵馬：小野進也 | 女御庭番疾風 最後の成敗。                                             |
| 第74話     | 1989/08/19 | 「おんな盗賊、狙われた名奉行」         | 藤井邦夫          | 宮越澄   | お菊：栗田陽子 利平：中田浩二 奥平内膳正：久富惟晴 十三：山西道広 大身の武士：五味龍太郎 伝次郎：田島良一 長屋の男：平河正雄 長屋の女：春藤真澄 親方：壬生新太郎 野次馬：大矢敬典 手下：北村明男 家臣：岡田和範 少女時代の菊：杉村華代 閻魔の藤兵衛：庄司永建 | 女御庭番疾風から 梢に交代。 め組の若い衆一部変更。                    |
| 第75話     | 1989/08/26 | 「危うし! 妖刀に正義ありや」           | 飛鳥ひろし        | 荒井岱志 | 山田朝右衛門：栗塚旭 中根主馬：四方堂亘 お縫：石倭裕子 光蔵：安宅忍 伊丹八太夫：田中浩 中根右衛門：松本朝生 津田弥九郎：有川正治 酌女：三浦徳子 石堂是一：石浜祐次郎 桑原剛之進：山田良樹 盗賊：福本清三 とし：田辺ひとみ 百姓(一)：椿竜二 百姓(二)：東孝 少女時代の縫：田原美法 |                                                                       |
| 第76話     | 1989/09/02 | 「命を賭けた女子駅伝」                 | 高橋稔            | 宮越澄   | 熊五郎：睦五朗 お波：佐藤真浪 源太：井上高志 山形蔵人：黒部進 桜井十兵衛：阿波地大輔 お銀：久仁亮子 黒木武右衛門：白川浩二郎 お虎：山田麻起子 三吉：加藤盛大 門番(一)：団巌 お辰：田中和子 お鹿：郷加寿美 お竜：西岡ちあき は組の若衆：藤枝政己 浪人(一)：波多野博 おかみさん(一)：丸平峯子 おかみさん(二)：星野美恵子 千代丸：松井丈士 係の男(一)：島崎美樹 係の男(二)：高橋弘志 門番(二)：加藤寛治 浪人(二)：岩井田浩己 浪人(三)：福中勢至郎 駅伝の女：小川智子 堀田監物：藤岡重慶                                                           |                                                                       |
| 第77話     | 1989/09/09 | 「おしゃれ殿様」                       | 和久田正明        | 松尾正武 | 心月院：土田早苗 お七：芹沢直美 袋田甚兵衛：玉生司朗 藤八：坂田金太郎 妙心：豊川博子 十方：松村直美 金春：松村真弓 女郎：桑田範子 料亭の主人：泉好太郎 井上数馬：中嶋俊一 板前：上野秀年 少女時代の八重姫：森田佑々 伊賀山主膳：深江章喜 織田丹後守助虎：内田稔 |                                                                       |
| 第78話     | 1989/09/23 | 「八百八町を狙う公家剣法!」            | 飛鳥ひろし        | 牧口雄二 | 小畑三之助：近藤洋介 千佳：菊地陽子 新作：森一 美濃屋仁兵衛：早川研吉 有馬大膳大夫：岩城力也 足立玄石：河合絃司 平石三五郎：水上保広 大伴：山岡八高 日野：池田謙治 浅見：有島淳平 三輪屋：疋田泰盛 内儀：美松艶子 宰領の侍：峰蘭太郎 公家侍(一)：奔田陵 公家侍(二)：岡田和範 馬場刑部：勝部演之 七条公保：斉藤洋介 |                                                                       |
| 第79話     | 1989/09/30 | 「帰って来た炎の男」                   | 今村文人          | 松尾正武 | 佐平次：山本譲二 おれん：伊藤美由紀 黒川屋栄三郎：佐藤仁哉 万造：出水憲司 役人(一)：滝譲二 御家人(一)：木谷邦臣 御家人(二)：西村正樹 役人(二)：木下通博 お政：鈴川法子 伊助の母：春藤真澄 漁師：石井洋充 客(一)：田井克幸 女中：松本なおみ 客(二)：吉田信夫 人足：江原政一 少年時代の佐平次：勝見卓也 成瀬彦太夫：葉山良二 |                                                                       |
| スペシャル | 1989/10/07 | 「危うし将軍の座! 吉宗、試練の目安箱」 | 野波静雄          | 鷹森立一 | お光：西村知美 姉小路：南田洋子 月光院：池波志乃 高瀬：中島ゆたか 萩原上野守：亀石征一郎 日啓上人：藤岡重慶 幸助：若菜孝史 日源和尚：幸田宗丸 和尚：増田再起 和尚：徳田興人 ：相馬剛三 ：新橋伸介 伊勢屋清兵衛：大木晤郎 紀州藩家老：鈴木淳 ：首藤真沙保 ：勇家寛子 ：谷口靖子 ：和気千枝 長七：川浪公次郎 ：宮城幸生 ：遠山金次郎 甚助：疋田泰盛 海尊の配下：司裕介 ：小谷浩三 勘太：清家三彦 ：福本清三 ：畑中伶一 ：井上昭 ：池田弘治 清太：西尾塁 姫(松方弘樹家の愛犬) 紀州坊海尊：長谷川明男 竹姫：伊藤かずえ                             |                                                                       |
| 第80話     | 1989/10/21 | 「夫婦そば危機一髪!」                  | 佐藤五月          | 篠塚正秀 | 相良伊予守隆信/杉田伊平：辰巳琢郎 おかん：舟倉由佑子 森半太夫：佐竹明夫 鶴子：小椋寛子 荒木：石倉英彦 倉田：波多野博 彦坂：中村錦司 小田：日高久 田代良斉：国一太郎 川又：遠山金次郎 おたま：後藤さとみ 久保：志茂山高也 竹丸：谷口公浩 千代松：高橋友洋 門番：内藤康夫 男(一)：高見裕二 男(二)：司裕介 侍：西山清孝 貝原典膳：御木本伸介 |                                                                       |
| 第81話     | 1989/10/28 | 「め組の半次郎の天国と地獄」           | 今村文人          | 荒井岱志 | 須坂源之丞：丹波義隆 お菊：佐藤恵利 栗林能登守：外山高士 波野：谷口香 栗林藤七郎：草見潤平 中山：北村晃一 お品：司みのり 岡っ引き：大木晤郎 上総屋：笹吾朗 沢井：小西山淳一 紋之介：新城邦彦 女将：富永佳代子 勤番侍(一)：木谷邦臣 勤番侍(二)：新島愛一朗 お松：鈴川法子 家臣：清家三彦 芸者(一)：久田貴代美 芸者(二)：太田和余 下女：たなかあけみ 芸者：藤間富陽 芸者：斉藤リカ |                                                                       |
| 第82話     | 1989/11/04 | 「隠密、二十年目に帰る」               | 飛鳥ひろし        | 篠塚正秀 | 蔀十三郎：長門勇 千保：吉宮君子 山澄織部正：江並隆 宅間一心：岩尾正隆 磯田弥兵衛：牧冬吉 宇田川三蔵：五十嵐義弘 倉地小七郎：川道信介 多門兵介：武井三二 お篠：山田麻起子 お冬：上野美和 お雅：河合綾子 お菊：西側有利子 門番頭：藤沢徹夫 忍者(一)：木谷邦臣 門番：高谷舜二 番士(一)：小坂和之 番士(二)：浜田隆広 成瀬隼人正：石山律雄 |                                                                       |
| 第83話     | 1989/11/11 | 「死んだ男を待つ女!」                  | 藤井邦夫          | 牧口雄二 | お蝶：五十嵐まゆみ 直吉：山内としお 大野備中守：近藤宏 武蔵屋伝兵衛：江幡高志 与力：中西宣夫 直太：及川潤 赤松文十郎：小峰隆司 弥吉：河本忠夫 居酒屋の婆さん：和歌林三津江 盗賊：井上昭 親方：和田昌也 耺人(一)：藤長照夫 耺人(二)：窪田弘和 茶店の女：権藤由利子 お光：松島ゆみこ |                                                                       |
| 第84話     | 1989/11/18 | 「いなせ新さん 大奥を斬る!」           | 今村文人          | 松尾正武 | 宮路：宮園純子 大助：西村和彦 岩橋：朝比奈順子 お仙：日向明子 中井大和守：伊東達広 志摩屋角兵衛：森幹太 仙太：池田弘治 親分：有川正治 加藤：国田栄弥 おその：酒井葉子 浪人(一)：白川浩二郎 浪人(二)：池田謙治 中間：大矢敬典 重臣(一)：和田昌也 重臣(二)：内藤康夫 重臣(三)：疋田泰盛 遊び人(一)：小坂和之 遊び人(二)：福本清三 子分：矢部義章 お甲：河本千富美 同心：山田良樹 大奥女中(一)：分寺裕美 大奥女中(二)：平位美樹 町人(一)：加藤寛治 町人(二)：福中勢至郎                                                                           |                                                                       |
| 第85話     | 1989/12/02 | 「少年は見た 将軍を!」                 | 小川英 蔵元三四郎 | 宮越澄   | 定吉：伊吹剛 おとき：東千晃 留吉：坂根慶祐 おきよ：田原美法 海老屋仁左衛門/猿の仁兵衛：小林勝彦 雨宮摂津守：五味龍太郎 やくざ(一)：細川純一 やくざ(二)：橋本和博 武士(一)：藤沢徹夫 武士(二)：壬生新太郎 役人：松原健司 客(一)：北村明男 客(二)：藤枝政己 |                                                                       |
| 第86話     | 1989/12/09 | 「花嫁の父は殺人者?!」                 | 高橋稔            | 荒井岱志 | 松永伊十郎：沢竜二 お加代：井澤明子 有馬右京太夫：高城淳一 斉藤与左衛門：佐藤京一 杉浦八十吉：中村孝雄 崎山兵馬：阿波地大輔 和尚：徳田興人 六造：有島淳平 おとき：宮田圭子 植松：志茂山高也 手代：竹井雅文 お加代の少女時代：西村麻未 大沢刑部：田口計 |                                                                       |
| 第87話     | 1989/12/16 | 「地獄を見たかオウムちゃん」           | 飛鳥ひろし        | 萩原将司 | 若松屋伊兵衛：松山英太郎 お秋：三浦リカ 日野屋六左衛門：小沢象 大河内兵部：石橋雅史 関口九太夫：唐沢民賢 足立玄石：河合絃司 市蔵：西田良 お佐代：南風見恵子 遊佐右門：水上保広 北町同心：五十嵐義弘 児玉蔵人：峰蘭太郎 役人：司裕介 遊佐一郎太：森本貴 耺人：岩井田浩己 |                                                                       |
| 第88話     | 1989/12/23 | 「誰がために母は泣く!」                | 藤井邦夫          | 荒井岱志 | お由利の方/お仙：中村玉緒 秋山敬一郎：内田慎一 前田兼政：北原義郎 松岡軍平：内田勝正 長崎屋伝兵衛：須藤健 浪人：高並功 大内数馬：青木辰尚 桜井竜之進：五十嵐秀樹 お加代：明日香まゆ美 吉野清之介：高見裕二 親爺：和田昌也 女将：美松艶子 | 中村玉緒が二役で出演。                                                |
| 第89話     | 1989/12/30 | 「悪霊の城の花嫁」                     | 和久田正明        | 松尾正武 | お甲/浜路：芦川よしみ 一色兵庫助：大木正司 林信学：岩城力也 村井宗風：坂田金太郎 錦小路：松村康世 今朝次：新城邦彦 宮部：久仁亮子 浦島：湖条千秋 奥女中(イ)：柾木良子 奥女中(ロ)：上田一乃 奥女中(ハ)：藤咲景子 村人(一)：波多野博 村人(二)：保坂亜耶 村娘：太宰由美子 男(イ)：木谷邦臣 男(ロ)：加藤重樹 相良大炊頭(佐久間勝幸)：川辺久造 |                                                                       |

### 1990年
| 話数             | 放送日     | サブタイトル                        | 脚本            | 監督     | ゲスト | 備考                   |
| ---------------- | ---------- | ----------------------------------- | --------------- | -------- | --- | ---------------------- |
| 第90話           | 1990/01/13 | 「吉宗、初春の大江戸裁き!」         | 今村文人        | 荒井岱志 | 猪熊四郎兵衛：近藤洋介 猪熊志乃：吉川十和子 津坂兵馬：福田健次 神林伊勢守：原口剛 岩井：森一 今川：入江武敏 旅館の番頭：田中雄二 旗本(一)：遠山金次郎 旗本(二)：疋田泰盛 役人：壬生新太郎 岡っ引き：藤長照夫 女：鈴川法子 大杉屋市兵衛：深江章喜 |                        |
| 第91話           | 1990/01/20 | 「狙われた四人の目撃者!」           | 佐藤五月        | 松尾正武 | 小杉勝次郎：大橋吾郎 おせき：佐藤真浪 野口安房守弼長：久富惟晴 平戸屋伝七：長谷川弘 桑田：吉田豊明 お鈴：八汐路佳子 玉井：堀田真三 菊枝：三浦徳子 上総屋米蔵：入江慎也 権藤：滝譲二 立花屋：佐藤晟也 金子：宮城幸生 吉次：細川純一 浪花屋市兵衛：泉好太郎 浪人：藤沢徹夫 田村弥一郎：山田良樹 下村亥一郎：辻喬次郎 お竹：稲垣陽子 侍：西山清孝 太助：永納昭平 三吉：杉田令 門人：清家三彦 |                        |
| 第92話           | 1990/01/27 | 「地獄で仏のおやこ唄」              | 大川タケシ      | 宮越澄   | 源吉：橋本功 お峰：一柳みる 脇坂兵馬：山本清 渡海屋仁兵衛：宮口二朗 権三：江藤漢 お咲：菱田麻美 大家：北見唯一 貞次：小峰隆司 よね：近江輝子 呉服屋の番頭：西山清孝 仔分：松田吉博 良次：上野秀年 口入れ屋の番頭：峰蘭太郎 平助：竹井雅文 男の子：奥田茂樹 女の子：松山真由子 長助：中西良太 |                        |
| 500回 スペシャル | 1990/02/03 | 「将軍琉球へ渡る 天下分け目の決闘」 | 小川英 胡桃哲   | 荒井岱志 | 留美：柏原芳恵 結城一真：勝野洋 鏑木軍兵衛：大門正明 金城貢：沢竜二 奈美：栗田陽子 島津継豊：御木本伸介 二階堂：亀石征一郎 多治見：山本紀彦 黒田兵部：滝田裕介 留美の母：清水まゆみ 薩摩藩士：佐藤京一 宇津井：中田博久 ：立原博 留美の父：牧冬吉 ：小山晃司 足立玄石：河合絃司 ：橋本尚友 ：浜伸二 ：糸洲勝子 ：疋田泰盛 ：大河内廣太郎 ：五十嵐秀樹 ：奔田陵 ：西村正樹 ：志茂山高也 ：加藤重樹 ：森山陽介 ：村瀬領 ：上野秀年 ：山田永二 ：司裕介 ：浅見いく子 ：田辺ひとみ お庭番：鈴川法子 （友情出演）飲み屋の女将：春川ますみ 飲み屋の板前：龍虎 薮田助八：宮内洋 おその：夏樹陽子 大月半蔵：和崎俊哉 木葉才蔵：荒木しげる 倉地左源太：三ツ木清隆 疾風：菅野玲子 易者：園田裕久 ：阿波地大輔 ：井上茂 ：谷崎弘一 尾張大納言宗春：中尾彬 水戸綱條：長門裕之 |                        |
| 第93話           | 1990/02/10 | 「幼きいのち なみだ旅!」            | 田村多津夫      | 松尾正武 | 早見源四郎：高川裕也 おしま：長谷川待子 早見友之助：渡辺慎也 竹野内膳：早川雄三 島田弥太郎：大竹修造 足立玄石：河合絃司 勘定方：中村錦司 寺井庄蔵：中嶋俊一 佐川大八：長沢一樹 橋本祐助：福永正憲 長吉：小船秋夫 中間：蓑和田良太 同心：笹木俊志 若侍(一)：西村正樹 若侍(二)：稲泉智万 若侍(三)：貫名直永 若侍(四)：玉生賢司 安東刑部：江見俊太郎 |                        |
| 第94話           | 1990/02/17 | 「女ふたり 許されぬ夢!」            | 和久田正明      | 宮越澄   | お松：渡辺祐子 お雪：石倭裕子 清太郎：沖田さとし 巳之介：大場順 倉沢土佐守：小笠原弘 三州屋治兵衛：加藤和夫 嶋屋幸右衛門：松本朝生 郷右衛門：有川正治 おせき：南條みづ江 作次郎：日高久 おしげ：星野美恵子 竜蔵：福本清三 牢番(イ)：井上昭 牢番(ロ)：高谷舜二 お光：河本千富美 少女時代のお松：菱田麻美 少女時代のお雪：田原美法 |                        |
| 第95話           | 1990/02/24 | 「春遠き お捨屋敷の女」             | 田村多津夫      | 荒井岱志 | 梅乃：三浦真弓 根津の彦蔵：外山高士 麻見民部：高桐真 利吉：重久剛一 おひさ：原田千枝子 文太郎：森章二 小助：田島良一 おうめ：岩本敦子 おはつ：武田京子 おきぬ：山田麻起子 そば屋の主：畑中伶一 与力：峰蘭太郎 下っ引き：奔田陵 梅乃の母：前川恵美子 少女時代の梅乃：田中千絵 少女時代の梅乃：小野恵未 江坂屋久右衛門：遠藤太津朗 滝口和三郎：清水健太郎 |                        |
| 第96話           | 1990/03/03 | 「新之助が愛した女」                | 田村多津夫      | 松尾正武 | 岡谷信之介：松平健 三橋喜和：北原佐和子 兵藤久次：山本昌平 島木屋利兵衛：早川研吉 山森猪十郎：岩尾正隆 西照尼：東竜子 柴田友蔵：吉中六 兵藤林太郎：青井敏之 三橋十蔵：藤沢徹夫 庵主：星野美恵子 地廻り：小船秋夫 近習：福中勢至郎 浪人：松田吉博 兵藤丈之進：赤井正 人足：松宮信男 少女時代の喜和：山本容子 | 松平健が二役で出演。   |
| 第97話           | 1990/03/10 | 「対決! 三人の白頭巾」              | 飛鳥ひろし      | 萩原将司 | お邦：比企理恵 松平少将宗親：菅野菜保之 松平直親：立川三貴 幸吉：山本太郎 足立玄石：河合絃司 谷川彦太郎：大木晤郎 灘屋市兵衛：溝田繁 岡部：高並功 萩野：ジャンボ源治 居酒屋の主人：国一太郎 お時：春藤真澄 佐兵衛：内藤康夫 捨松：小谷浩三 武田平八郎：山田良樹 外岡愚翁：田中明夫 山田朝右衛門：栗塚旭 |                        |
| 第98話           | 1990/03/17 | 「ひとりぽっちの夢飾り」            | 藤井邦夫        | 宮越澄   | 秋山萩絵：渡部絵美 秋山俊太郎：南条弘二 大井能登守：井上昭文 秋山信乃：八木昌子 市川庄九郎：片桐竜次 肥前屋善兵衛：田中弘史 根岸要蔵：高品剛 大井浪路：勇家寛子 若旦那：中田浄 ならず者(一)：小峰隆司 ならず者(二)：小坂和之 八助：泉好太郎 女中：小川智子 同心：志茂山高也 岡っ引き：大矢敬典 家来：池田謙治 浪人(一)：滝野貴之 浪人(二)：山田永二 秋山源左衛門：下川辰平 |                        |
| 第99話           | 1990/03/24 | 「花咲ける忠臣一代!」               | 飛鳥ひろし      | 宮越澄   | 吉蔵/寺坂吉右衛門：左右田一平 美和：加藤由美 水野和泉守忠之：早川雄三 米倉又十郎：宮口二郎 梁州和尚：幸田宗丸 奥田貞右衛門：森一 山口釆女：石浜祐次郎 青木源九郎：有川正治 水野丹後守秀年：山下和哉 毛利山城守常広：岡崎賢司 黒田：木谷邦臣 高岡：小坂和之 酔客：内藤康夫 諸侯(一)：波多野博 諸侯(二)：和田昌也 諸侯(三)：藤沢徹夫 田渕修理之介：名和宏 |                        |
| 第100話          | 1990/03/31 | 「惚れて深川 あゝ八千両」           | 今村文人        | 松尾正武 | 千代吉：藤奈津子 幸次郎：青山裕一 樽屋仁右衛門：庄司永建 利平：曽根晴美 関島六左衛門：黒部進 諏訪美濃守：中村錦司 高木：滝譲二 俵屋：須永克彦 金造：広瀬義宣 居酒屋の主人：蓑和田良太 道斉：泉好太郎 西垣：白川浩二郎 手代：北村明男 芸者：堀田明美 勤番侍(一)：河本忠夫 勤番侍(二)：福永正憲 勤番侍(三)：玉生賢司 浪人(一)：峰蘭太郎 浪人(二)：滝野貴之 唐がらし売り：上野秀年 手代(二)：岡田和範 芸者：藤間富陽 芸者：酒井雅代 |                        |
| スペシャル       | 1990/04/07 | 「激闘!大坂城 吉宗に挑む豊臣一族!」 | 飛鳥ひろし      | 牧口雄二 | お雪：三田寛子 桐屋伊吉：太川陽介 お律：速川明子 茜：芹沢直美 西村小弥太：石井哉 桐屋伊平：小野進也 錦小路道房：平泉成 桐屋番頭：浜田晃 三之組組頭：佐藤蛾次郎 人足小頭：レツゴーじゅん 桐屋伊太郎：伊藤高 佐平次：野口貴史 桐屋伊三郎：中嶋俊一 ：木島幸 立花山城守：五味龍太郎 御膳奉行：石倉英彦 ：徳田興人 霧隠党：福本清三 夏見兵衛：五十嵐義弘 ：有島淳平 ：宮城幸生 ：峰蘭太郎 ：藤長照夫 ：和歌林三津江 ：金森かおり ：堀田明美 ：江川悦子 ：藤間勘聡次 ：酒井雅代 ：斉藤リカ 米倉淡路守：横光克彦 徳川宗直：佐久田修 桐屋伊右衛門/霧隠無二斎：織本順吉 |                        |
| 第101話          | 1990/04/21 | 「みちのく夫婦しぐれ!」             | 藤井邦夫        | 宮越澄   | 神崎精一郎：片岡弘貴 お糸：佐藤恵利 丹波屋十造：森幹太 大野伝八郎：内田勝正 鶴次郎：KINYA 山田権八郎：岩城力也 足立玄石：河合絃司 音吉：志茂山高也 おかよ：柾木良子 番頭：田井克幸 女中：分寺裕美 小一郎：中島悠爾 板倉周防守：田口計 |                        |
| 第102話          | 1990/04/28 | 「復讐!鬼女の涙」                   | 高橋稔          | 萩原将司 | 染八：山田吾一 お島：一色彩子 桜井十兵衛：水上保広 磯崎精四郎：久賀大雅 農夫：日高久 侍(一)：川浪公次郎 料亭の女将：藤村薫 玄蕃の家臣：小峰隆司 侍(二)：清家三彦 役人：木谷邦臣 巳之吉：木下通博 船頭：竹井雅文 大杉玄蕃：鹿内孝 佐久間右京：長谷川明男 |                        |
| 第103話          | 1990/05/05 | 「この子どこの子め組の子」          | 鈴木生朗        | 荒井岱志 | 亀屋庄一郎：桜木健一 おたき：大原ますみ 赤松上総介：小林勝彦 相良伝蔵：真田健一郎 定次郎：岡田洪志 与吉：玉生司朗 小松屋幸助：入江慎也 おひさ：前川恵美子 太一：中島悠爾 安吉：古川輝明 神田組：山田良樹 三田組：遠山金次郎 世利組：辻喬次郎 茶店の婆さん：山村嵯都子 男(イ)：東孝 男(ロ)：高谷舜二 女：宮永淳子 用心棒(一)：細川純一 用心棒(二)：木下通博 |                        |
| 第104話          | 1990/05/12 | 「死闘! 護持院ヶ原の果し状」        | 今村文人        | 萩原将司 | 岡島弥左衛門：三上真一郎 おけい：甲斐智枝美 中尾平吉：赤川浩弥 長江土佐守：石橋雅史 千寿楼銀右衛門：長谷川弘 おもん：幸田直子 上州虎：朝日完記 浪人(一)：川浪公次郎 豆熊：河本忠夫 木戸番：宮城幸生 町名主：有島淳平 火盗方与力：笹木俊志 侍(一)：小谷浩三 侍(二)：藤沢徹夫 旗本：壬生新太郎 遊び人：滝野貴之 善之助：波多野博 同心：加藤寛治 浪人(二)：木下通博 浪人(三)：稲泉智万 浪人(四)：山田永二 鬼灯玄蕃：速水亮 お政：大屋政子(友情出演) |                        |
| 第105話          | 1990/05/19 | 「涙を捨てたおんな坂」              | 田村多津夫      | 牧口雄二 | 辰巳屋おれん：山本みどり 松波修理：小沢象 伊太郎：伊庭剛 喜三郎：大木晤郎 利兵衛：北見唯一 伝吉：司裕介 お久：田辺ひとみ おれんの母：鈴川法子 辰巳屋伊兵衛：峰蘭太郎 長吉：杉山幸晴 少女時代のおれん：竹村愛美 町娘：藤間勘聡次 町娘：中村由香里 町娘：池田冶子 町娘：西山梨絵 町娘：荒木亜希子 横川軍兵衛：川辺久造 |                        |
| 第106話          | 1990/05/26 | 「秩父 はたおり唄」                 | 山田隆之        | 萩原将司 | おりえ：藤本恭子 おいと：沢井桂子 梅治：増田再起 沢井：伊東達広 松五郎：稲吉靖司 五左衛門：須藤健 篠田：北村晃一 義助：森秀人 森屋：田中弘史 仙八：井上茂 おみつ：山田麻起子 おゆり：恋塚ゆうき 伊三郎：北村明男 長助：竹井雅文 市三：清家三彦 やくざ(一)：池田謙治 やくざ(二)：矢部義章 百姓(一)：畑中伶一 百姓(二)：藤枝政己 藤中玄太夫：菅貫太郎 |                        |
| 第107話          | 1990/06/02 | 「誇り高き父!」                     | 藤井邦夫        | 荒井岱志 | 村上雪江：大塚良重 青山玄蕃：和崎俊哉 小田陣八郎：遠藤征慈 西海屋伝右衛門：伊吹聰太朗 内藤豊前守：中村錦司 村上新太郎：谷口公洋 村上源三郎：谷口孝史 浪人(一)：白川浩二郎 安藤帯刀：波多野博 浪人(二)：小谷浩三 番頭：北村明男 桂田石舟：遠藤太津朗 |                        |
| 第108話          | 1990/06/09 | 「愛しのわらべよ、荒海が泣く!」     | 和久田正明      | 牧口雄二 | おつる：渡辺千秋 長門屋与兵衛：田中浩 お富：十勝花子 弥助：谷崎弘一 山崎右一：岩尾正隆 金蔵：当銀長太郎 伊奈半平太：五十嵐義弘 お玉：八幡沙織 杉作：渡辺慎也 力松：西尾塁 伊太八：小峰隆司 仁兵衛：木谷邦臣 やくざ：武井三二 番頭：藤長照夫 漁師の女：堀田明美 茶店の小女：森田知美 朝比奈弾正：亀石征一郎 |                        |
| 第109話          | 1990/06/16 | 「大岡越前 罷免さる!?」             | 今村文人        | 荒井岱志 | おらん/お菊：本阿弥周子 善界坊/善次郎：うえだ峻 板倉屋八右衛門：成瀬正孝 お勝：荒木雅子 幸助：金杉太朗 六造：出水憲 岩島：滝譲二 飛び松：西村陽一 町田：五十嵐秀樹 松川屋藤兵衛：西園寺章雄 金貸し：小柳圭子 重臣：有島淳平 中丸：志茂山高也 沼井：山田永二 遊女：藤坂有希 同心：岡崎賢司 手代：奥田裕一 赤松石見守：御木本伸介 |                        |
| 第110話          | 1990/06/23 | 「開眼! 涙の仇討」                  | 野波静雄        | 荒井岱志 | 徳市/徳助：岡本早生 梅姫：白島靖代 久世出羽守：北町嘉朗 村田英三郎：大門伍朗 竜次：佐藤晟也 角造：中村孝雄 青井大炊頭：下元年世 松姫：首藤真沙保 竹姫：内田美保子 河内屋徳兵衛：国一太郎 彦六：泉好太郎 直吉：稲泉智万 瓦版屋：大矢敏典 番頭：西山清孝 島帯刀：小島三児 雲居検校：橋本功 |                        |
| 第111話          | 1990/06/30 | 「おんな武芸者の恋」                | 飛鳥ひろし      | 牧口雄二 | 水沢りく：辻沢杏子 水沢右衛門助：北村英三 彦坂弾正：原口剛 黒柳一心：大木正司 彦坂阿波守忠義：早川純一 三枝ゆみ：杉山紗月 足立玄石：河合絃司 堀長門：中西宣夫 山嵐：森山陽介 赤岩：河本忠夫 高瀬みや：勇家寛子 北村まき：大田和余 牧野とみ：稲葉浩子 松乃：鈴川法子 田辺図書：峰蘭太郎 松路：松島ゆみこ 彦坂重千代：西尾塁 浦風：三浦真弓 |                        |
| 第112話          | 1990/07/07 | 「吉宗 まさかの刑場破り!」          | 山田隆之 富田静 | 松尾正武 | おとよ：鈴鹿景子 妙世尼：山下智子 池上内膳：小笠原良知 山城屋藤右衛門：森章二 おみ乃：浦川智子 友弥：山下修一 酒井淡路守：須永克彦 岩月収蔵：柳原久仁夫 京丸屋惣兵衛：水上保広 皆川：石倉英彦 佐野：広瀬義宣 儀助：蓑和田良太 惣太：宮本良 浪人(一)：池田謙治 浪人(二)：福中勢至郎 少女時代のおみ乃：小野恵未 悪ガキ：大谷竜一郎 悪ガキ：奥田茂樹 悪ガキ：谷敏行 山田朝右衛門：栗塚旭 |                        |
| 第113話          | 1990/07/14 | 「大江戸めおと花火」                | 小川英 南賀明子 | 荒井岱志 | 清吉：伊吹剛 お邦：吉澤京子 湊屋：井上昭文 占部詮房：北原義郎 利平：山西道広 足立玄石：河合絃司 弥助：坂田金太郎 植木耺人：国一太郎 浪人(一)：池田謙治 浪人(二)：江原政一 薬屋番頭：田井克幸 花火問屋：和田昌也 子供：及川潤 野次馬(一)：富永佳代子 野次馬(二)：東孝 野次馬(三)：市条享一 島村右兵之助：工藤堅太郎 |                        |
| 第114話          | 1990/07/21 | 「地獄へ道連れ! 美女と将軍」        | 和久田正明      | 牧口雄二 | お吉：東啓子 片山鉄斉：近藤宏 本田山城守：高野真二 丸屋喜平：早川研吉 小紅：日高久美子 酒井錦之助：高品剛 黒沢勇助：野口貴史 平井弥太郎：石井洋充 不二松：重久剛一 海坊主：福本清三 鬼殺し：小峰隆司 重耺(イ)：有島淳平 重耺(ロ)：疋田泰盛 与力：山田良樹 商家主人：市条享一 お君：田辺ひとみ 小女：金森かおり 巫子：酒井雅代 巫子：幾野美穂 巫子：斉藤リカ 小笠原監物：久富惟晴 | 孫兵衛が還暦を迎える。 |
| 第115話          | 1990/07/28 | 「無念を晴らした南蛮大魔術!」       | 高橋稔          | 萩原将司 | お若：安永亜衣 清吉：井上康 小太郎：円谷浩 甚九郎：園田裕久 遠藤右源太：堀田真三 港屋宗兵衛：高桐真 肥前屋茂左衛門：木谷邦臣 お駒：豊川博子 侍(一)：奔田陵 侍(二)：高橋弘志 侍(三)：竹井雅文 用心棒：壬生新太郎 一座の娘(一)：西岡ちあき 一座の娘(二)：和気千枝 番頭：椿竜二 筒井主水正：川合伸旺 |                        |
| 第116話          | 1990/08/04 | 「め組の半次郎 純情す!」            | 佐藤五月        | 松尾正武 | 小夜：伊藤美由紀 立花福太郎：谷川竜 神崎四郎太夫：小笠原弘 根来民部：片桐竜次 川野美作守：大竹修造 佐伯重兵衛：日高久 上野英助：長澤一樹 飯岡弥十郎：中嶋俊一 芝田治助：浅井誠 持田平八：高橋亨 旅篭の女将：勇家寛子 酒屋：島崎美樹 道具屋：松原健司 飛脚：豊田信行 山岡久兵衛：佐竹明夫 |                        |
| 第117話          | 1990/08/11 | 「愛の漁火 九十九里に消えて」       | 佐藤五月        | 萩原将司 | 卯之吉：岡野進一郎 おしま：日下由美 植村小十郎：井上高志 おみつ：松原由佳 植村土佐守：唐沢民賢 島田左内：金子研三 植村義直：笹木俊志 長兵衛：内藤康夫 魚屋主人：宮城幸生 吉川：山田良樹 仙太：細川純一 金助：清家三彦 文吉：志茂山高也 仲居：桂登志子 風車売り：美松艶子 三次：重伸幸 堀江伝右衛門：外山高士 |                        |
| 第118話          | 1990/08/18 | 「流転笠、江戸のつむじ風!」         | 今村文人        | 荒井岱志 | 藤次：北島三郎 おてる/おみつ：三浦リカ 卯助/貞吉：森一 沖島紋太夫：曽根晴美 板東屋伊左衛門：山本清 猪吉：出水憲 南町与力：藤沢徹夫 旅篭の手代：野土晴久 浪人者(一)：小峰隆司 浪人者(二)：山田永二 浪人者(三)：玉生賢次 遊び人(一)：橋本和博 遊び人(二)：清家三彦 遊び人(三)：小坂和之 遊び人(四)：吉田信夫 岡っ引き(一)：大矢敬典 岡っ引き(二)：志茂山高也 若い医者：伊倉宏之 おしな：前野有香 代官所役人(一)：笹木俊志 代官所役人(二)：西村正樹 代官所役人(三)：北村明男 | 北島三郎が二役で出演。 |
| 第119話          | 1990/08/25 | 「紅い国から来た殺人者!」           | 田村多津夫      | 牧口雄二 | 八重：山崎美貴 最上屋長兵衛：高城淳一 藤林官蔵：中田博久 田部源太夫：江並隆 おたき：藤江リカ 足立玄石：河合絃司 弥市：当銀長太郎 庄八：うえずみのる おまつ：木島幸 おその：桂川京子 おひろ：勇家寛子 小平次：中嶋俊一 浪人：司裕介 婆さん：和歌林三津江 |                        |
| 第120話          | 1990/09/01 | 「密命! 江戸城を砲撃せよ!!」        | 飛鳥ひろし      | 荒井岱志 | 井戸縫：芦川よしみ 五味左馬之助：江見俊太郎 火野玄馬：小美野欽士 小田作之進：岡本征雄 井戸重兵衛：岡村嘉孝 相馬甚三郎：岡田洪志 日吉小平太：峰蘭太郎 百姓女：丸平峯子 徒目付：大木晤郎 森本三右衛門：波多野博 やくざ(一)：矢部義章 やくざ(二)：浜田隆広 山田朝右衛門：栗塚旭 |                        |
| 第121話          | 1990/09/08 | 「柔肌いのち、悲しき裏切り!」       | 藤井邦夫        | 牧口雄二 | お京：若葉ひろみ 大木十蔵：宮口二郎 近江屋総兵衛：松本朝生 宗像周山：岩城力也 足立玄石：河合絃司 中間：結城市朗 浪人(一)：床尾賢一 浪人(二)：岡田和範 巳之吉：瓜生やすきよ 番頭：西山清孝 女中：河合綾子 舟宿の女中：江川悦子 人足(一)：藤長照夫 人足(二)：滝野貴之 巫子：斉藤リカ 巫子：中村由香理 土屋主膳：葉山良二 |                        |
| 第122話          | 1990/09/22 | 「さよならの花かんざし!」           | 大野武雄        | 荒井岱志 | 妙光尼：服部妙子 おゆう：渡辺美恵 三吉：冨田晋寛 原田重忠：小沢象 奈良屋庄三郎：石橋雅史 弥吉：増田再起 りく：高見のり子 原田重頼：新城邦彦 水沢頼母：中村錦司 井口：白川浩二郎 矢沢：福本龍二 依田：藤沢徹夫 松井：木谷邦臣 吉田：高見裕二 幼少のおゆう：竹村愛美 山田朝右衛門：栗塚旭 |                        |
| 第123話          | 1990/09/29 | 「吉宗、しばし名残りの大暴れ!」     | 小川英 中野顕彰 | 荒井岱志 | 阿川市太郎：西川忠志 小淵源太郎：山内としお 染香：上田一乃 福田武敬：山本昌平 七兵衛：村田正雄 足立玄石：河合絃司 お菊：原田千枝子 木下：中村孝雄 浪人：志茂山高也 重耺(一)：有島淳平 重耺(二)：和田昌也 重耺(三)：加藤達郎 芸者：山越多江子 幼少の市太郎：谷口公洋 野次馬(一)：北村明男 野次馬(二)：金沢秀信 阿川監物：長谷川明男 |                        |